# Miguel Arraes
Miguel Arraes de Alencar (ur. 15 grudnia 1916 w Araripe, zm. 13 sierpnia 2005 w Recife) – polityk brazylijski, działacz Brazylijskiej Partii Socjalistycznej.
Od 1993 (do końca życia) pełnił funkcję przewodniczącego partii. Trzykrotnie był gubernatorem stanu Pernambuco – w latach 1963–1964, 1987–1990 i 1995–1999. Przez wiele lat zasiadał w parlamencie. Wielki Oficer Orderu Infanta Henryka.